# Sara Maitland
Sara Maitland, född 27 februari 1950 i London, är en brittisk författare.
Maitland deltog i den nya kvinnorörelsen från 1970 och kom att ingå i den kristna feministrörelsen från 1978. Hon har skrivit A Map of the New Country (1983), en studie över kristendom och feminism, och redigerat, tillsammans med Jo Garcia, Walking on the Water (1983), en samling av kvinnors andliga tankar och uttryck. Hennes första roman, Daughter of Jerusalem (1979), tilldelades Somerset Maugham Award.